# فلاديمير فايس (لاعب كرة قدم مواليد 1964)
فلاديمير فايس (بالسلوفاكية: Vladimír Weiss)‏ (مواليد 22 سبتمبر 1964 في براتيسلافا) لاعب كرة قدم سلوفاكي معتزل وحاليا مدرب منتخب سلوفاكيا . .

## روابط خارجية
- فلاديمير فايس على موقع الاتحاد الدولي (مؤرشف)  (الإنجليزية)
- فلاديمير فايس على موقع الاتحاد الأوربي (الإنجليزية)
- فلاديمير فايس على موقع الاتحاد التشيكي (الإنجليزية)
- فلاديمير فايس على موقع قاعدة بيانات كرة القدم.إي يو (الإنجليزية)
- فلاديمير فايس على موقع ناشيونال فوتبول تيمز (الإنجليزية)
- فلاديمير فايس على موقع عالم كرة القدم.نت (الإنجليزية)
- فلاديمير فايس على موقع كووورة